# Greece (New York)
Greece è un comune (town) degli Stati Uniti d'America della contea di Monroe nello Stato di New York. La popolazione era di 96 095 abitanti al censimento del 2010.
Il comune di Greece si trova nella parte settentrionale della contea e confina con la città di Rochester ad est, con il comune di Gates a sud, con i comuni di Parma e Ogden ad ovest, e con il lago Ontario a nord. Il comune è un contiguo sobborgo di Rochester. L'area nota come Charlotte, sul confine orientale, era parte del comune fino a quando non fu annessa alla città di Rochester nel 1916.

## Geografia fisica
Secondo lo United States Census Bureau, ha un'area totale di 51,39 mi² (133,10 km²).
Le principali autostrade della città sono la New York State Route 390 e il Lake Ontario State Parkway. Come suggerisce, la città confina con il lago Ontario.

## Società

### Evoluzione demografica
Secondo il censimento del 2010, la popolazione era di 96 095 abitanti.

### Etnie e minoranze straniere
Secondo il censimento del 2010, la composizione etnica della città era formata dall'88,7% di bianchi, il 6,0% di afroamericani, lo 0,3% di nativi americani, l'1,7% di asiatici, lo 0,0% di oceanici, l'1,4% di altre razze, e l'1,9% di due o più etnie. Ispanici o latinos di qualunque razza erano il 4,8% della popolazione.